# Permeació
En física, la permeació és la penetració d'un permeat (un fluid tal com un líquid, gas o vapor) a través d'un sòlid. Està directament relacionat amb el gradient de concentració del permeat, la permeabilitat intrínseca del material, i la difusivitat màssica del material. La permeació es modela amb equacions tals com les lleis de difusió de Fick i es pot mesurar utilitzant eines com un minipermeàmetre.
Existeix un tipus de permeació per separar compostos gasos (vegeu Permeació gasosa).